# Salomon Kitt
Salomon Kitt (* 1. Januar 1744 in Zürich; † nach 1825) war ein Schweizer Kaufmann und Bodenspekulant.

## Leben

### Familie
Salomon Kitt entstammte der seit 1535 in Zürich eingebürgerten Kaufmannsfamilie Kitt. Er war der Sohn von Hans Martin Kitt (* 9. Mai 1701 in Zürich; 1750 ebenda), der als Makler für das Kaufmännische Direktorium tätig und Mitglied der Vereinigung der Textilfabrikanten der Schweiz war und dessen Ehefrau Anna Margaretha (* 1709 in Zürich; † 1767 ebenda), die Tochter des Krämers und Knopfmachers Hans Konrad Meyer (1671–1739); er hatte noch zwei Schwestern.
Sein Grossvater Hans Martin Kitt (1658–1741) hatte gemeinsam mit seinen Schwägern, den Gebrüdern Römer, 1701 die erste Indiennefabrik in Zürich gegründet, in der sie die weltweit begehrten und im Tausch gegen Sklaven bevorzugten Druckstoffe produzierten.
Salomon Kitt heiratete am 25. März 1770 in der Kirche St. Peter in Zürich Sara (* 1751 in St. Petersburg), die Tochter des Genfer Hugenotten Jérémie Pauzié, der bei Zar Peter III. Hofjuwelier gewesen war; gemeinsam hatten sie sechs Kinder. Sie war 1778 mit ihrem Mann und den Kindern bis nach Paris gereist, kehrte später jedoch in die Schweiz zurück und wohnte 1796 in Promenthoux bei Prangins.
Sein Schwiegervater schuf, zusammen mit dem Goldschmied Georg Friedrich Eckart, 1762 die heute im Moskauer Kreml aufbewahrte Krone der Zarin Katharina II.
Er pflegte eine Freundschaft zum späteren Maler und Publizisten Johann Heinrich Füssli.

### Werdegang
Salomon Kitt gründete, gemeinsam mit einem Verwandten, ein Textilhandelsgeschäft in Zürich, dass 1778 in Konkurs ging, worauf er aus Zürich verbannt wurde und über Paris in die Karibik gelangte. Er hielt sich ohne seine Familie von 1779 bis 1781 als Kaufmann auf der niederländischen Insel St. Eustatius auf; dort war seinerzeit einer der wichtigsten Freihandelshäfen der westlichen Hemisphäre. Mit dem Stuttgarter Friedrich Rheinwald gründete er dort die Firma Kitt & Rheinwald, die Waren von Schweizer Geschäftsleuten wie Hans Heinrich Frey und Hans Jakob Pestalozzi in Konsignation hatte sowie Produkte von anderen Textilproduzenten und Textilhändlern bezog, so schickte Salomon Trachsler Kleider aus Zürich und von St. Gallen sandte Johann Caspar Zollikofer Baumwolle, von Aarau und Basel kam holländisches Leinen im Auftrag der Herren Herzog, Hunziker und Hagenbach und von Aarau aus verfrachtete Lutz & Hunziker Indiennes. Umgekehrt lieferte Kitt & Rheinwald Kolonialwaren wie Kaffee, Zucker oder Indigo nach Europa, etwa an den in Amsterdam wohnhaften Basler Händler Johannes Hoffmann; unter anderem baute Salomon Kitt auch die Firma für den Import von Zürcher Seide auf. Nach der Eroberung von St. Eustatius durch die Briten im 4. Englisch-Niederländischen Krieg, verlor Salomon Kitt 1781 sämtliche Ware, nachdem der spätere Generalleutnant John Vaughan und Admiral George Rodney ein Abkommen unterzeichnet hatten, in dem festgelegt wurde, dass alle erbeuteten Güter der Krone gehörten. Hierzu liessen sie alle Schiffe im Hafen und zur See beschlagnahmen und die Güter in den Lagerhäusern konfiszieren.
Salomon Kitt fand Zuflucht auf der dänischen Insel St. Thomas und gründete mit Johannes Iselin (1747–1798) die Firma Kitt, Iselin & Co. Sein Partner war ein Verwandter des in Kopenhagen ansässigen Finanzmagnaten und im Sklavenhandel involvierten Reinhard Iselin; Kitt selber reaktivierte seine Kontakte zu den Geschäftspartnern in Europa und den umliegenden Kolonien. Nachdem sich das Unternehmen verschuldet hatte, ging Salomon Kitt 1783 nach Nordamerika und liess sich in Baltimore nieder. Er plante, Land an Siedler (siehe Grenzland#„Frontier“ in den USA) zu verkaufen und erwarb hierzu ab 1784 im heutigen Bundesstaat Tennessee Land, das er an Siedler aus Deutschland und der Schweiz verkaufen wollte (siehe Schweizer Kolonien); allerdings blieb es nur bei der Absicht, und die insgesamt 65 km2 Boden wurden später in seiner Abwesenheit durch Gerichte versteigert, um seine Gläubiger auszahlen zu können.
Er handelte zwar nicht mit Sklaven, profitierte jedoch von der Sklavenwirtschaft, als er mit seinen Gütern handelte.
Um 1825 verliert sich zwar seine Spur in Nordamerika, er wurde aber im Verzeichnis der Bürger der Stadt Zürich von 1832 bis 1851 mit dem Aufenthaltsort Pointe Coupee bei New Orleans angegeben. Direkte Nachkommen lebten in Paris, in Südfrankreich und in Pointe Coupee.